# Терес II
Терес II (д/н — бл. 341 до н. е.) — співволодар (парадинаст) Одриського царства в 351/347—341 роках до н. е.

## Життєпис
Син царя Амадока II. після смерті батька між 351 та 347 роками до н. е. стає царем. Невдовзі зіткнувся з намаганням Керсеблепта, царя Східної Фракії, підкорити свої землі. Вимушений був визнати першість Керсеблепта. Невдовзі вступив в союз з останнім, Афінами та Халкидським союзом, спрямованим проти Македонії. У відповідь македонський цар у липні 342 року до н. е. атакував фракійських царів, завдавши до 341 року до н. е. Тересу II і Керсеблепту низки поразок. В результаті Терес II втратив своє царство й напевне загинув, а землі центральної Фракії було приєднано до Македонії.